# Javier Alfonso y Hernán
Javier Alfonso y Hernán (* 1. Februar 1904 in Madrid; † 11. April 1988 ebenda) war ein spanischer Pianist, Komponist und Musikpädagoge.

## Leben und Werk
Javier Alfonso studierte am Konservatorium von Madrid bei José Trago (Klavier), Bartolomé Pérez Casas und Conrado del Campo (Harmonie und Komposition). Später absolvierte er Aufbaustudien in Paris bei Josep Iturbi und Alfred Cortot in Paris.
Als Solist gab er Konzerte in zahlreichen europäischen und amerikanischen Musikmetropolen. Er spielte mehrere Tonträger ein, einige davon mit seiner Schülerin, der Pianistin María Teresa de los Ángeles Gutiérrez, mit der er 1965 ein Klavierduo ins Leben rief. Seit 1944 wirkte er als Professor für Klavier am Conservatorio Superior de Música de Madrid. Er schrieb 1944 den Essay Ensayo sobre la técnica trascendente del piano. Er beschäftigte sich vor allem mit moderner Klavierpädagogik.
Er komponierte unter anderem die Romanze für Violine und Orchester (1929), die Konzertphantasie für Klavier und Orchester (1939), die Suite für Gitarre und Orchester (1955), das Konzert für Harfe und Orchester (1957) sowie Variationen für Klavier (1948).
Javier Alfonso erhielt 1940 den spanischen Premio Nacional de piano und 1947 den Premio Eduardo Aunós de piano.